# 6509 Giovannipratesi
6509 Giovannipratesi eller 1983 CQ3 är en asteroid i huvudbältet som upptäcktes den 12 februari 1983 av den belgiske astronomen Henri Debehogne och den italienske astronomen Giovanni de Sanctis vid La Silla-observatoriet. Den är uppkallad efter Giovanni Pratesi.
Asteroiden har en diameter på ungefär 15 kilometer och den tillhör asteroidgruppen Dora.